# Asparagus rogersii
Asparagus rogersii là một loài thực vật có hoa trong họ Măng tây. Loài này được R.E.Fr. mô tả khoa học đầu tiên năm 1916.